# Ferdinando Porretti
Ferdinando Porretti (Padova, 1684 – Padova, 25 febbraio 1741) è stato un latinista, scrittore e teologo italiano.

## Biografia
Nato nel 1684 a Padova, dopo gli studi in lettere e scienze presso il Seminario della città ottenne la laurea dottorale in teologia.
Nominato pubblico precettore della città di Padova, è ricordato per le sue due opere più importanti: la Grammatica della lingua latina e la Prosodia.
La Grammatica fu scritta in volgare con la forma di dialogo e venne dedicata ad Angelo Querini, politico e patrizio veneto di cui il Porretti fu precettore privato. Con l’aggiunta della seconda parte, la Prosodia, Porretti ebbe così successo che già solo vent'anni dopo la sua morte si contavano 11 ristampe.
La Grammatica del Porretti fu un manuale fortunatissimo, che sopravvisse e continuò ad essere stampato fino alla seconda metà dell’Ottocento, diventando il testo principale su cui si formarono generazioni di studenti delle scuole pubbliche italiane. 
La sua fortuna fu dovuta ad un metodo innovativo: il Porretti, allontanandosi da uno stile di insegnamento della lingua latina che prevedeva di far studiare ai fanciulli in tenera età i grandi classici senza averne gli strumenti, tentò di rendere l'apprendimento immediato basando i dialoghi del suo manuale su possibili esperienze quotidiane e vicine alla vita dei giovani allievi. 
Non tutti gli intellettuali dell’epoca accolsero l’innovazione del Porretti con favore, Monaldo Leopardi, filosofo controrivoluzionario padre di Giacomo, in un capitolo della sua autobiografia, sotto l’eloquente titolo di “L’antico metodo non deve cambiarsi”, criticò il padovano asserendo che fosse più proficuo uno studio “lungo e noioso” del latino.
La Grammatica del Porretti diventò in Italia, in ogni caso, la grammatica latina per antonomasia, e numerosi furono i riferimenti popolari, basti pensare al melodramma di Luigi Ricci, Gli esposti, del 1834, o alle Commedie di Giovanni Giraud.
Ferdinando Porretti morì all’età di 57 anni, il 25 febbraio 1741, e venne sepolto nella chiesa della beata Vergine del Torresino a Padova.

## Opere
Dei vari scritti in prosa è da ricordare l'orazione funebre in onore del marchese S. E. Ferdinando degli Obizzi, tra gli scritti in versi numerose le poesie, di cui si ricorda in particolare quella in lode di Tullio Smacchia nobile dalmatino.